# Official Monster Raving Loony Party
L'Official Monster Raving Loony Party è un partito politico frivolo istituito nel Regno Unito nel 1983 dal musicista David Sutch, meglio conosciuto come "Screaming Lord Sutch, 3º Conte di Harrow" o semplicemente "Lord Sutch". Si tratta di un partito noto per le politiche deliberatamente bizzarre, ed esiste solo allo scopo di fare satira sulla politica britannica, e per offrirsi come alternativa per i voti di protesta, specialmente nei collegi dove è improbabile che il partito che detiene il seggio perda, e tutti gli altri voti sarebbero comunque dispersi.

## Politiche e strategia elettorale
Official Monster Raving Loony Party si distingue per avere un manifesto elettorale deliberatamente bizzarro, che contiene obiettivi che sembrano essere impossibili o assurdi da implementare, specialmente per ridicolizzare aspetti della vita reale che ritengono ridicoli. Nonostante questa natura satirica, alcune proposte dei manifesti elettorali del partito sono effettivamente divenuti legge, come il passaporto per gli animali, l'abolizione delle licenze per cani e le aperture dei pub continuate.
Altre proposte finora non adottate riguardano il conio di una moneta da 99 penny e l'abolizione delle corse dei cani.
Il partito generalmente candida più persone possibili nelle elezioni generali nel Regno Unito, alcuni dei quali (ma non tutti) si presentano con nomi ridicoli adottati tramite sondaggi. Sutch stesso si candidò contro tutti e tre i principali leader di partito (John Major, Neil Kinnock e Paddy Ashdown) alle elezioni generali del 1992. I candidati al Parlamento devono pagare il proprio deposito (che attualmente vale 500 sterline) e coprire tutte le proprie spese elettorali. Nessun candidato del partito è mai riuscito a raggiungere la soglia del 5% dei voti popolari necessari affinché il deposito fosse restituito, ma questo non dissuade le persone dal candidarsi. Sutch arrivò terzo con il 4,1% dei voti, con oltre un migliaio di preferenze, alle elezioni suppletive nel collegio di Rotherham, mentre Stuart Hughes detiene ancora il record del più alto numero di voti ottenuti dal partito in un'elezione parlamentare, con 1.442 preferenze alle elezioni generali del 1992 nel collegio di Honiton, nel Devon orientale. Il numero più alto di voti ottenuto da sempre appartiene al commediante Danny Blue, che ottenne 3.339 voti alle elezioni europee del 1994 sotto lo pseudonimo "John Major".
Poco prima del referendum elettorale del 2011 il partito adottò una posizione equivoca, consigliando ai propri sostenitori di "votare come credevano". In risposta al dibattito sulla Brexit, il partito suggerì di eleggere Noel Edmonds in quanto conduttore del programma Deal or No Deal. Hanno richiesto poi una Brexit "al dente" piuttosto che una Brexit dura o morbida.